# Robert Jonquet
Robert Jonquet (Paris, 3 de maio de 1925 - 18 de dezembro de 2008) foi um futebolista e treinador francês.

## Carreira
Jonquet fez parte do elenco da Seleção Francesa de Futebol, na Copa do Mundo de 1954 e 1958. 

## Títulos
Stade de Reims
- Campeonato Francês: 1949, 1953, 1955, 1958, 1960
- Copa da França: 1950, 1958
- Supercopa da França: 1955, 1958, 1960
- Copa Latina: 1953